# Rheinische Versorgungskassen

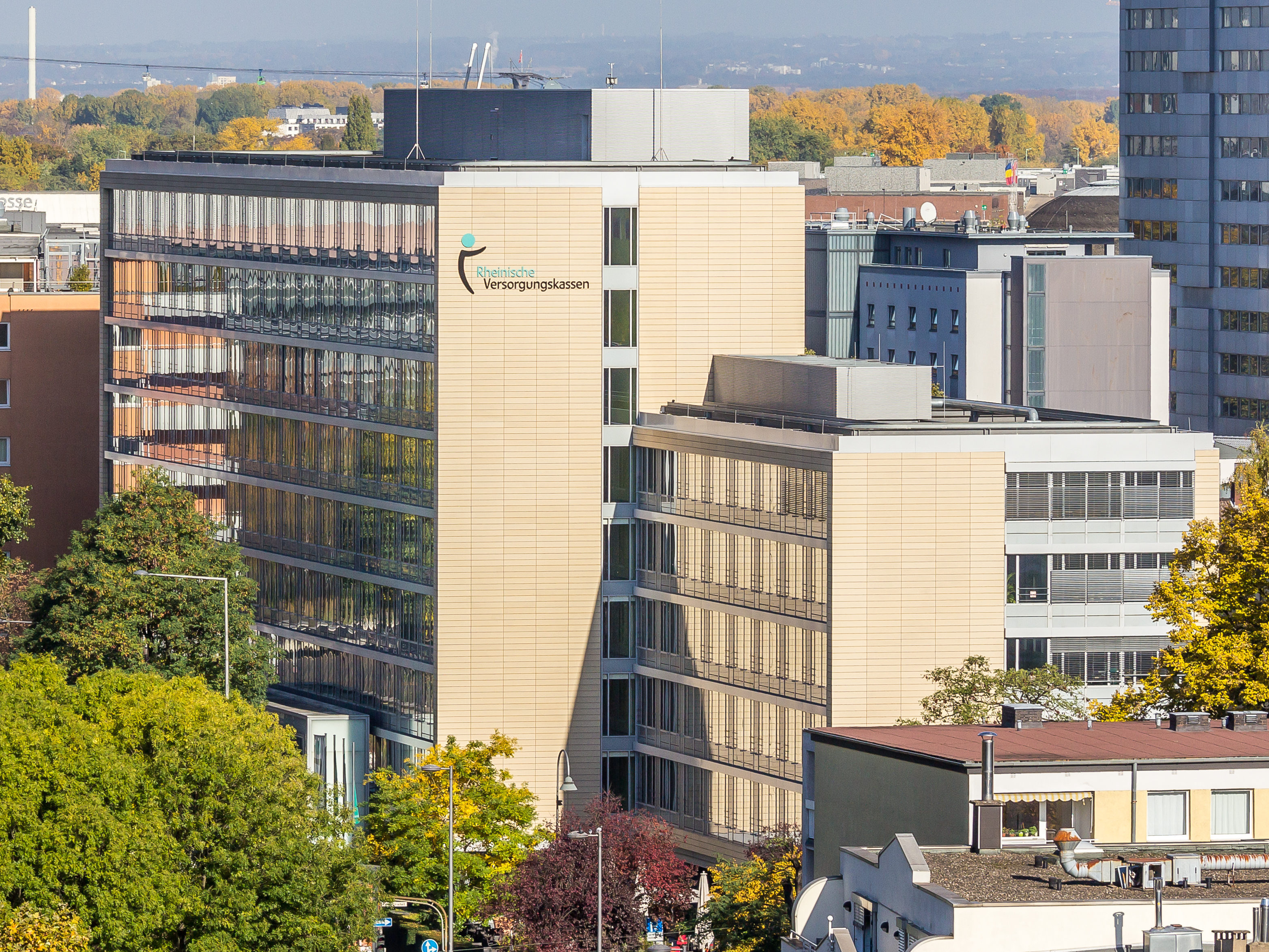
Rheinlandhaus, Rheinische Versorgungskassen

Die Rheinischen Versorgungskassen (RVK) sind als Versorgungskasse eine Körperschaft des öffentlichen Rechts mit eigener Satzungskompetenz, eigenem Budget und eigenen Selbstverwaltungsorganen mit Sitz in Köln-Deutz. Ihre Mitglieder sind Städte, Gemeinden, Kreise und der Landschaftsverband Rheinland. Darüber hinaus zählen sonstige Institutionen des öffentlichen Rechts sowie Unternehmen und juristische Personen des privaten Rechts, sofern sie kommunale Aufgaben wahrnehmen, zu den Mitgliedern der RVK. 
Seit 1888 fungiert die Rheinische Versorgungskasse als Dienstleister in Sachen Beamtenversorgung; andere Geschäftsbereiche kamen später hinzu. Das Geschäftsgebiet der Versorgungskassen ist die ehemalige Rheinprovinz (Teile von Nordrhein-Westfalen und von Rheinland-Pfalz). In diesem Gebiet übernehmen die Rheinischen Versorgungskassen für ihre Mitglieder folgende Aufgaben:
- Beamtenpensionen
- Betriebsrenten
- Zusatzrenten
- Personalentgelte
- Beihilfen
- Versorgungsrücklagen.